# Neoantistea jacalana
Neoantistea jacalana là một loài nhện trong họ Hahniidae.
Loài này thuộc chi Neoantistea. Neoantistea jacalana được Willis J. Gertsch miêu tả năm 1946.